# Lampides allectus
Lampides allectus är en fjärilsart som beskrevs av Grose-smith 1894. Lampides allectus ingår i släktet Lampides och familjen juvelvingar. Inga underarter finns listade i Catalogue of Life.